# ویولن (فیلم ۲۰۱۲)
«ویولن» (صربی: [Violina] Error: {{Lang}}: متن دارای نشانه‌گذاری ایتالیک است (راهنما)) یک فیلم است.